# Lockheed Martin X-59 QueSST
Lockheed Martin X-59 QueSST (Quiet SuperSonic Technology), někdy také označovaný jako Low Boom Flight Demonstrator (LBFD) nebo neoficiálně Son of Concorde, je americké experimentální letadlo, které vzniká ve spolupráci NASA a vývojového týmu Skunk Works společnosti Lockheed Martin. X-59 má demonstrovat schopnost dosáhnutí nadzvukové rychlosti při potlačení aerodynamického třesku.

## Konstrukce
X-59 je letadlo se štíhlým trupem se semidelta křídlem, které má u trupu šípovitost 76 ° konce křídel mají šípovitost 68,6 °. Kromě hlavního křídla má letoun také kachní plochy, které se nacházejí přibližně na konci první poloviny trupu. Letoun má také klasické plovoucí vodorovné ocasní plochy a jednu svislou ocasní plochu na jejímž vrcholu jsou další menší vodorovné ocasní plochy. Plovoucí vodorovné ocasní plochy a kachní plochy mají šípovitost 63 °. Konstrukce letadla využívá podvozek z letadla F-16 Block 25. Pohonnou jednotkou je motor General Electric F414-GE-100, který je umístěn v ocasní části letounu, nasávací otvor se nachází na vrchní straně trupu.
Pilot letadla nemá žádný dopředný výhled, ale jen výhled, který mu poskytují okénka po stranách trupu a směrem vzhůru. Pilot tohoto letadla se tak bude muset řídit systémem vylepšeného letového vidění (Enhanced flight vision system – EFVS).

## Vznik a vývoj

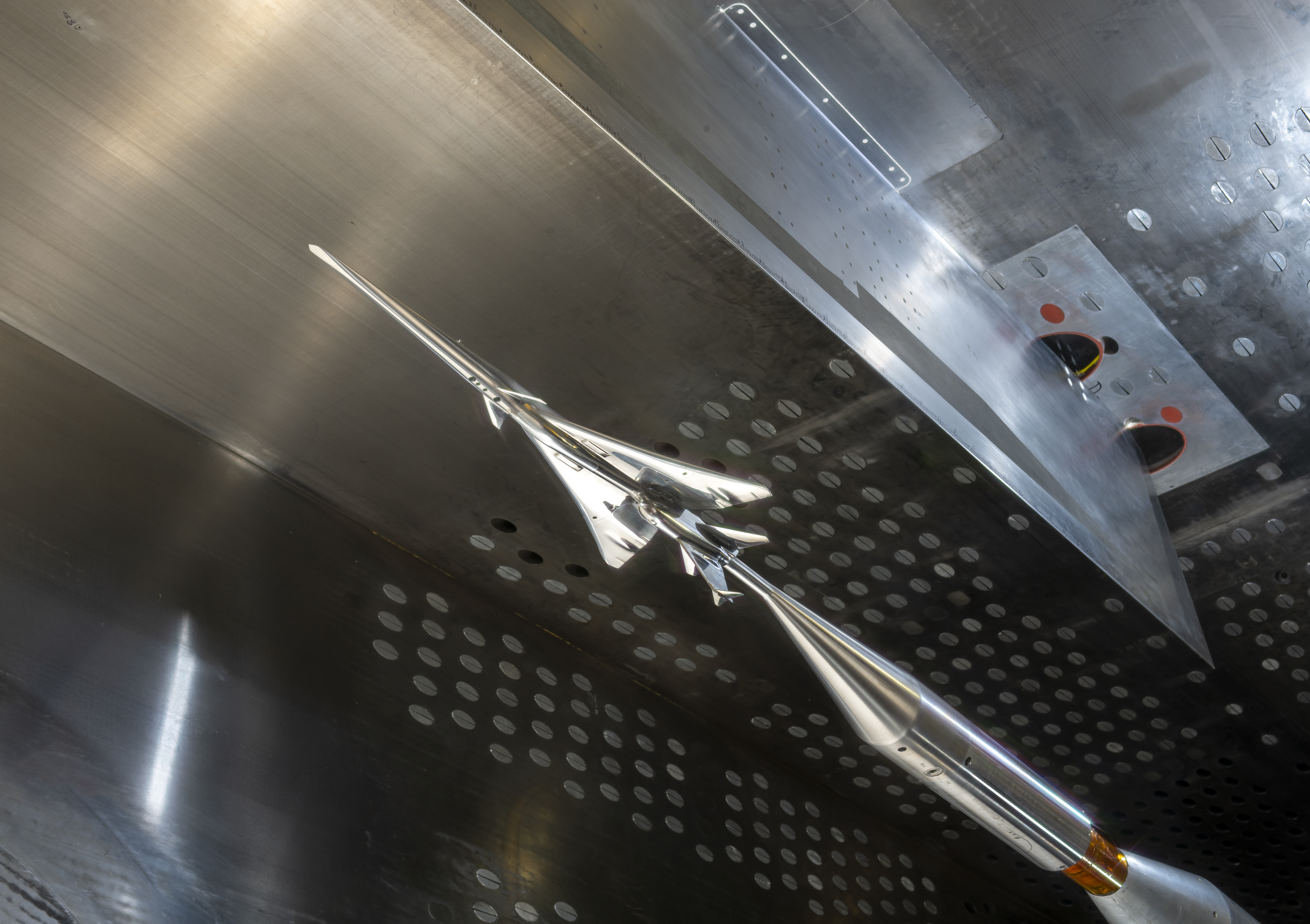
Model X-59 určený pro testování v aerodynamickém tunelu

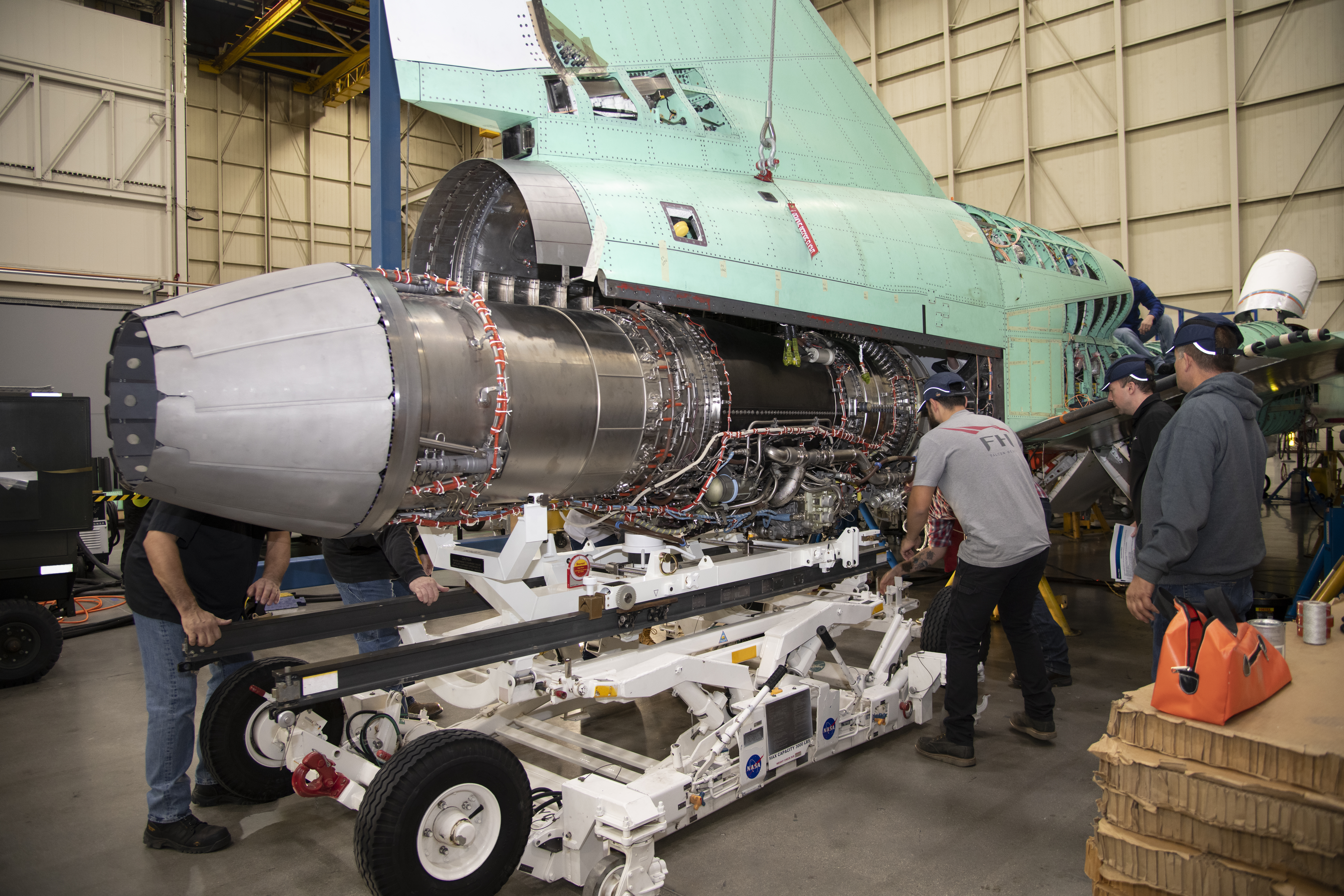
Motor General Electric F414-GE-100 při instalaci do letounu X-59

Kontrakt na předběžný návrh nadzvukového letounu, který by snižoval nežádoucí účinky aerodynamického třesku, zadala NASA v únoru  2016 týmu Skunk Works. O rok později probíhaly testy v aerodynamickém tunelu Glennově výzkumném středisku. V dubnu 2018 byl tým Skunk Works vybrán, aby navrhl, postavil a provedl letové testy demonstrátoru, kterému bylo americkým letectvem přiděleno označení X-59. Výroba prvních částí letounu se rozběhla v listopadu téhož roku a její konec byl plánován na konec roku 2021.
V průběhu roku 2019 NASA testovala v Armstrongově leteckém výzkumném středisku sondu SSP pro měření rázových vln, které vznikají při nadzvukových rychlostech na letounu F-15. Ta bude použita pro měření rázových vln, které bude způsobovat letoun X-59.
V lednu 2022 byl letoun připravován na přesun z kalifornské pobočky Skunk Works do Texasu, kde měly proběhnout pozemní zkoušky a námahové testy. V posledním lednovém týdnu 2022 byly strukturální testy prováděné v Texasu z 80 % hotové. Po dokončení pozemních strukturalních, palivových a kalibračních testů ve Fort Worth v dubnu 2022 byl letoun přemístěn zpět k dokončení do Palmdale. V listopadu 2022 byl do letounu X-59 zabudován motor F414-GE-100. První let letounu byl plánován na konec roku 2022, k tomu nedošlo a zálet prototypu se postupně přesouval na další roky 2023, 2024, kdy mají začít letové zkoušky nad Armstrongovým leteckým výzkumným střediskem, kde by mělo více než 175 zařízení zaznamenávat zvuk produkovaný letadlem.
Roll out letounu proběhl 19. června 2023. Při pozemních pojížděcích testech v srpnu 2023 bylo odhaleno nečekané chování v systému řízení letu, což donutilo personál vrátit letoun do hangáru k provedení oprav.
Slavnostní představení letounu veřejnosti se odehrálo 12. ledna 2024.
NASA plánuje, že letoun podnikne sérii nadzvukových letů nad územím Spojených států počínaje rokem 2024. Při nich bude NASA shromažďovat údaje, které by mohly pomoci zpřístupnit nebe nadzvukovým letadlům nad pevninou.
Do testování modelu se kromě agentury NASA zapojí také JAXA, které by počátkem roku 2022 měla NASA odeslat model letounu použitý při testech.
Součástí příprav na testování letounu QueSST byla instalace nových systémů podpory života na dvou letounech F-15, které sdílejí součásti s X-59.

## Specifikace

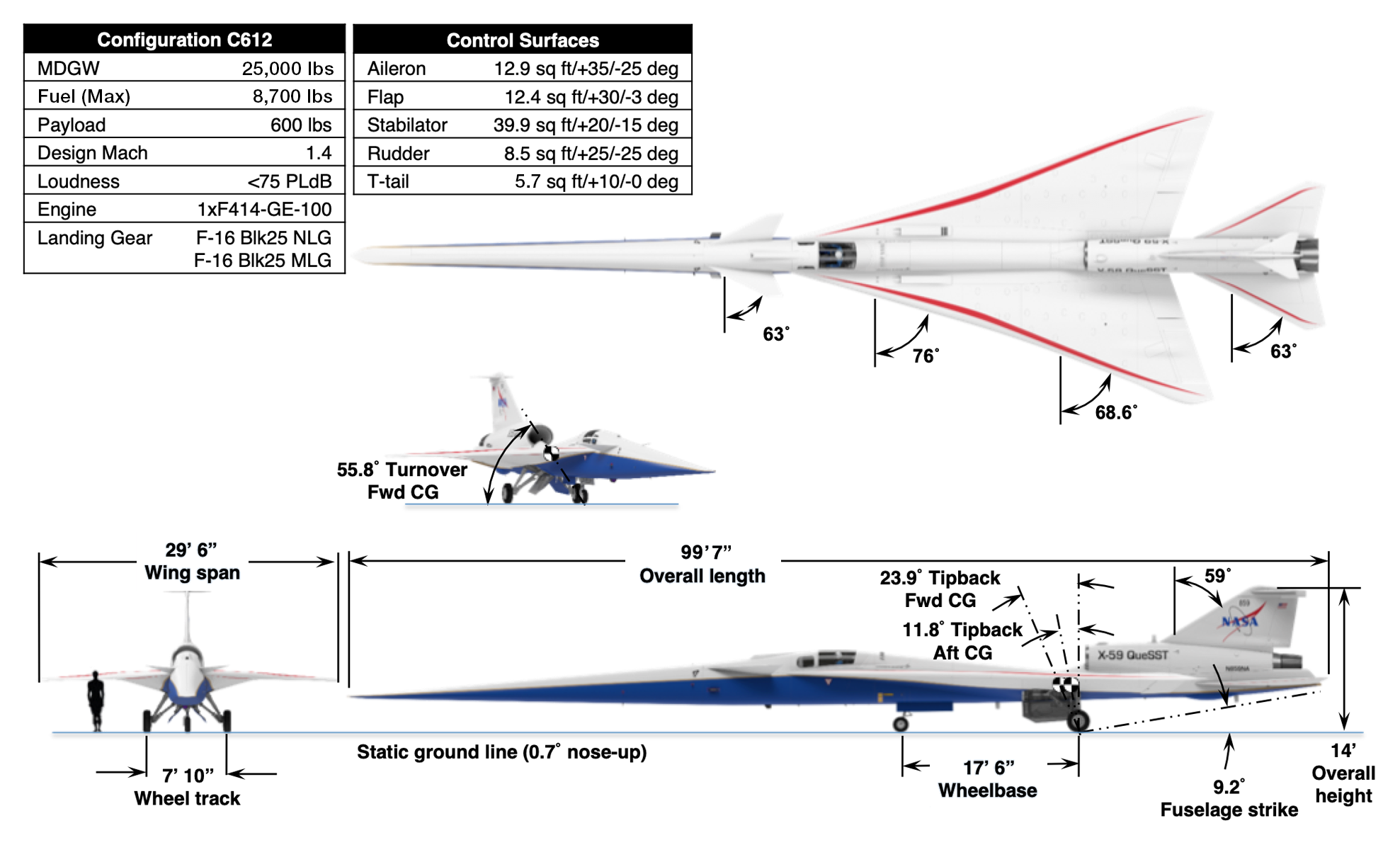
X-59

### Technické údaje
- Posádka: 1
- Rozpětí křídla: 8,99 m (29,5 ft)
- Délka: 28,6 m (94 ft)
- Výška: 4,26 m (14,0 ft)
- Vzletová hmotnost: 11 022,3 kg (24 300 lb)
- Prázdná hmotnost: 6 803,8 kg (15 000 lb)
- Hmotnost paliva: 3 628,4 kg (7 999 lb)
- Nosnost nákladu: 272 kg (600 lb)
- Pohonná jednotka:1x dvouproudový motor General Electric F414-GE-100[4]

### Výkony
- Rychlost: Mach 1,4 (plánovaná)
- Dostup: 16 760 m (54 990 ft)[25]
- Hlasitost: méně než 75 PldB[pozn. 2]